# (6927) Tonegawa
(6927) Tonegawa est un astéroïde de la ceinture principale.

## Description
(6927) Tonegawa est un astéroïde de la ceinture principale. Il fut découvert le 2 octobre 1994 à Kitami par Kin Endate et Kazuro Watanabe. Il fut nommé en honneur de Susumu Tonegawa. Il présente une orbite caractérisée par un demi-grand axe de 2,34 UA, une excentricité de 0,01 et une inclinaison de 4,8° par rapport à l'écliptique.

## Compléments